# Saara Salminen Wallin
Saara Tellervo Salminen Wallin, född 13 januari 1951 i Finland, är en finsk-svensk teaterregissör.

## Biografi
Saara Salminen Wallin började som skådespelare på 1970-talet och debuterade som regissör 1990. Hon har främst varit verksam vid Radioteatern men har även regisserat hos bland andra Teater Tribunalen, Riksteatern, Borås stadsteater och Östgötateatern. Hon har varit gift med pianisten Per Henrik Wallin.

## Regi (urval)
- 1990 Savannah Bay av Marguerite Duras, Teater 9, Stockholm], översättning Marie Werup
- 1990 Sjukdom eller moderna kvinnor (Krankheit oder Moderne Frauen, 1987) av Elfriede Jelinek, Radioteatern, översättning Susanne Widén Swartz, med bl.a. Anders Ahlbom Rosendahl, Krister Henriksson, Claire Wikholm, Stina Ekblad & Robyn
- 1992 Fem systrar (Dancing at Lugnasa) av Brian Friel, Borås stadsteater, översättning Catharina Sundholm Miller
- 1994 Under bar himmel av Steve Tesich, Riksteatern
- 1995 Det röda paradiset (Krasnyj paradie / Красный парадиз) av Nina Sadur, Scalateatern, Stockholm, översättning Bengt Jangfeldt & Svetlana Söderberg-Nyman, med bl.a. Per Graffman & Margareta Hallin
- 1995 Sorklied av Saara Salminen Wallin, Kulturhuset, Stockholm, med henne själv & Jukka Korpi
- 1996 En riktig människa av Isa Schöier, Teaterkollektivet Rex, Stockholm
- 1996 Namnam av Harri Virtanen, Radioteatern, översättning Staffan Wigelius, med bl.a. Anders Ahlbom Rosendahl & Peter Andersson
- 1997 Undan för undan av Joyce Carol Oates, Södra Teatern, Stockholm, översättning Lars Ahlström, med bl.a. Yvonne Lombard
- 1997 Pterodaktyler av Nicky Silver, Östgötateatern, översättning Johan Celander
- 1997 Arekologia av Aleksej Sjipenko, Radioteatern, översättning Hans Björkegren, med bl.a. Peter Andersson, Reine Brynolfsson, Stina Ekblad, Ingela Olsson, Rolf Skoglund, Gerhard Hoberstorfer, Susan Taslimi & Sif Ruud
- 1999 Röda paradiset, Teater Tribunalen, översättning Svetlana Söderberg-Nyman, med bl.a. Frida Röhl
- 2003 Svenska för hamburgare av Ulf Drakenberg, Vanna Rosenberg & Jan Ärfström m.fl, Teater Tribunalen, med bl.a. Vanna Rosenberg
- 2006 Berättelsen om E eller Don Quijote i Patagonien av Saara Salminen Wallin, Radioteatern
- 2012 Jorden runt: Livets vatten av Saara Salminen Wallin, Radioteatern